# Carcabia
Carcabia (łac. Diœcesis Carcabiensis) – stolica historycznej diecezji w Cesarstwie Rzymskim (prowincja Byzacena), współcześnie w Tunezji. Wzmianki o biskupach tej diecezji pochodzą z IV–V wieku. Od 1933 katolickie biskupstwo tytularne.

## Biskupi tytularni
| Lp. | Biskup                    | Od               | Do               |
| --- | ------------------------- | ---------------- | ---------------- |
| 1   | José Ferreira Álvares     | 26 lipca 1965    | 1 lutego 1971    |
| 2   | Cláudio Hummes OFM        | 22 marca 1975    | 29 grudnia 1975  |
| 3   | Vittorio Luigi Mondello   | 10 grudnia 1977  | 30 lipca 1983    |
| 4   | Louis Mbwôl-Mpasi OMI     | 4 czerwca 1984   | 1 września 1988  |
| 5   | Jusztin Nándor Takács OCD | 23 grudnia 1988  | 31 marca 1990    |
| 6   | Peter Dubovský SJ         | 12 stycznia 1991 | 10 kwietnia 2008 |
| 7   | Dimitrios Salachas        | 23 kwietnia 2008 | 14 maja 2012     |
| 8   | Borys Gudziak             | 21 lipca 2012    | 19 stycznia 2013 |
| 9   | Manuel Nin OSB            | 2 lutego 2016    |                  |